# Mondo Marcio
Mondo Marcio, de son vrai nom Gianmarco Marcello, né le 1er décembre 1986 à Milan, en Lombardie, est un rappeur italien. Il est un grand ami de Fabri Fibra, et réside à Milan.
En 2010, le rappeur publie son quatrième album studio Animale in gabbia. Le 17 février 2016, le rappeur annonce son septième album studio La freschezza del Marcio.

## Biographie

### Jeunesse et débuts
Originaire du quartier de Porta Vittoria, Mondo Marcio est marqué par le divorce de ses parents, qui l'a conduit à être très tôt suivi par des agents des services sociaux de l'État. À l'âge de treize ans, il est mis sous la responsabilité de la tutelle de la commune de Milan. Dès lors, il est abandonné à lui-même vagabondant librement sur les routes. Sa formation culturelle se bloque à la troisième supérieure à l'Institut Professionnel Touristique Bertarelli et, après avoir essuyé plusieurs échecs après plusieurs tentatives de raccrochage scolaire, notamment au moyen des cours du soir en quatrième année, il décide alors de quitter définitivement l'école pour se dédier complètement à la musique.
Mondo Marcio devient passionné de hip-hop, puisant son inspiration principale chez Tupac Shakur. Il met en pratique les connaissances acquises et compose ses rimes et très vite également ses propres instrumentaux pour son flow. Il utilisera pour commencer des moyens réduits : un simple logiciel de composition pour créer les beats sur PC. Ensuite, rapidement après avoir réussi à sortir une première démo intitulée Difesa personale, il commence à répandre son son et à se faire un nom dans sa ville, Milan. À ce moment-là, Bassi Maestro, rappeur et producteur reconnu et estimé sur la scène milanaise et nationale italienne, s'intéresse au jeune MC pour entamer une collaboration.

### Animale in gabbiaetMusica da serial killer

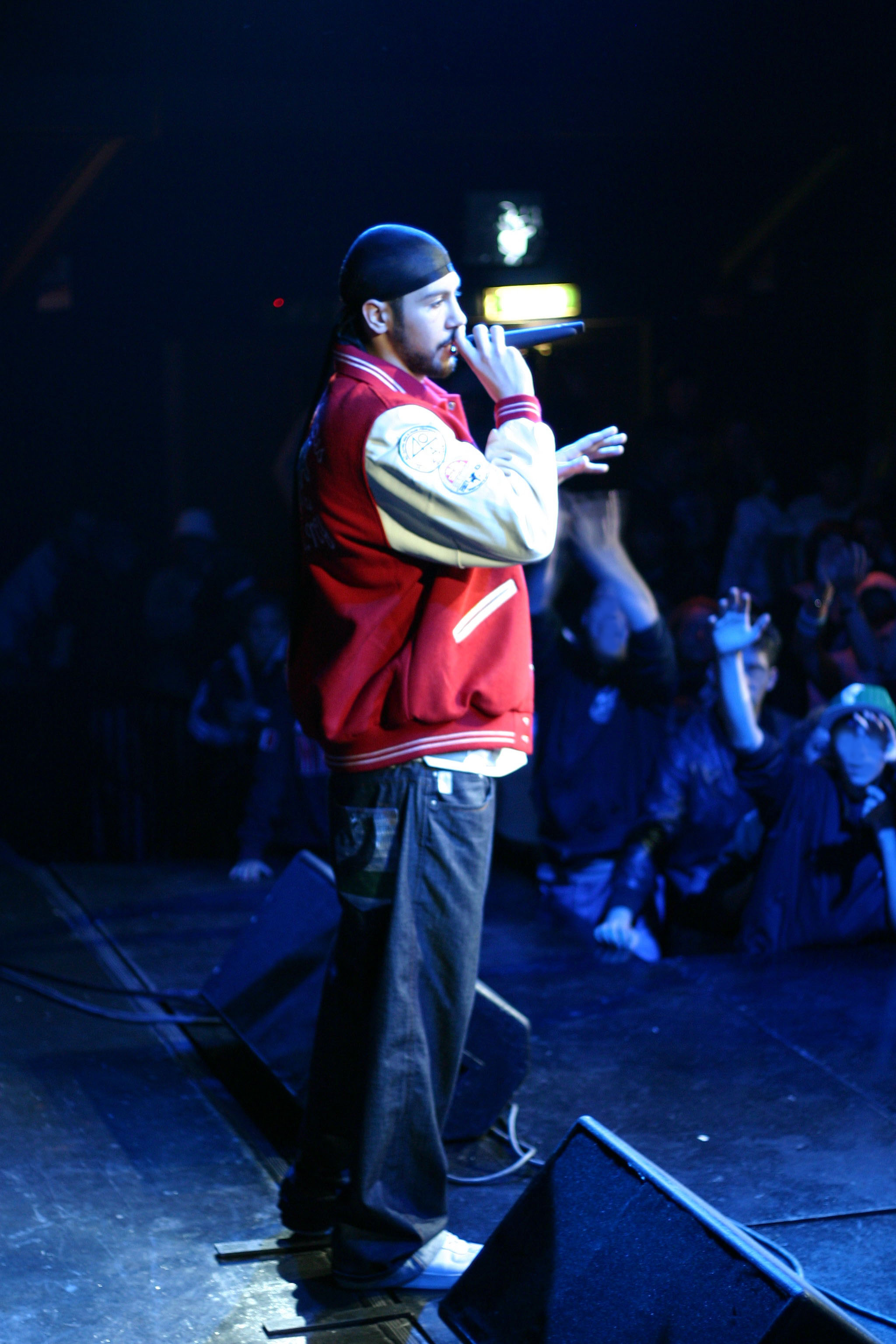
Mondo Marcio en concert en 2006.

En 2009, Mondo Marcio publie l'EP Animale in gabbia sta arrivando, puis est en collaboration avec Two Fingerz sur la chanson Deluso de l'album Il disco finto. Le 29 janvier 2010, le rappeur publie son quatrième album studio Animale in gabbia, précédé en décembre 2009 par le single Non sono una rockstar.
Le 25 janvier 2011, il publie la mixtape Musica da serial killer, distribué sur son propre label, Mondo Records.

### Cose dell'altro mondo
Le 2 octobre 2012, Mondo Marcio publie l'album Cose dell'altro mondo, précédé par les singles Fight Rap et Senza cuore. Selon le rappeur, Cose dell'altro mondo représente un album mature, contenant des chansons « que je n'aurais jamais écrit dans le passé. » L'album fait participer plusieurs rappeurs de la scène locale comme Vacca, Caparezza, Danti des Two Fingerz, Bassi Maestro, J-Ax, Strano, Emis Killa et Killacat.
Le 25 janvier 2013, à l'occasion de la dixième année d'existence de son album homonyme Mondo Marcio, il annonce une édition spéciale intitulé Cose dell'altro Mondo Marcio. Également, pour célébrer leurs dix ans de collaboration, Mondo Marcio et Bassi Maestro publient un EP intitulé Vieni a prenderci, publié sur l'iTunes Store le 12 novembre 2013.

### Nella bocca della tigreetLa freschezza del Marcio
Pendant l'enregistrement de son nouvel album studio, Mondo Marcio publie une mixtape gratuite, intitulée Mondoteismo. Un peu plus tard, Mondo Marcio annonce le titre de son nouvel album, Nella bocca della tigre qu'il publie le 15 avril la même année. Il s'agit d'un album-concept en collaboration avec la chanteuse Mina. L'album atteint la quatrième place des classements musicaux italiens.
Le 14 juillet 2015, Mondo Marcio publie sur Vevo la chanson inédite Gotham, composée à partir de sonorités reprises du jeu vidéo Batman: Arkham Knight, accompagnée le 12 février 2016, du clip de la chanson Un altro giorno, produite par Bassi Maestro et publiée plus tard en tant que single. Le 17 février 2016, le rappeur annonce son septième album studio La freschezza del Marcio précédé par le single homonyme et de la chanson Me and My Bitch, publiés le 26 février et le 4 mars, respectivement,.

## Discographie

### Albums studio
- 2004 : Mondo Marcio
- 2004 : Fuori di qua
- 2006 : Solo un uomo
- 2007 : Generazione X
- 2008 : In cosa credi

### Singles
- 2006 : Dentro alla scatola
- 2006 : Nessuna via di uscita
- 2006 : L.A. Stripper (street single)
- 2006 : Segui la stella
- 2007 : Generazione X
- 2007 : Che senso ha
- 2008 : Tutto può cambiare

### Collaborations
- 2004 : Bassi Maestro featuring Mondo Marcio - Voglio morire in piedi (prod Mondo Marcio - da Esuberanza)
- 2004 : Bassi Maestro featuring Mondo Marcio - Beiootchh!!! (da Seven: The Street Prequel)
- 2004 : Bassi Maestro featuring Mondo Marcio - Parli di (da Seven: The Street Prequel)
- 2004 : Bassi Maestro featuring Mondo Marcio & Jack The Smoker - 2 d notte (da Seven: The Street Prequel)
- 2004 : Bassi Maestro featuring Mondo Marcio & Club Dogo - Dangerous (prod. Don Joe - da L'ultimo testimone)
- 2004 : Asher Kuno featuring Mondo Marcio, Snake, Vacca, Bat & Gomez - Barre pt. 3 (da The Fottamaker)
- 2005 : Mistaman featuring Mondo Marcio - Slow Mo (intro) (da Parole)
- 2005 : Mistaman featuring Mondo Marcio - Slow Mo (da Parole)
- 2006 : Tormento featuring Mondo Marcio - The Most Wanted pt.II (da Il Mio Diario, Giorno)